# Kleine leeuwentand
Kleine leeuwentand (Leontodon saxatilis) is een plantensoort uit de composietenfamilie (Asteraceae).

## Determinatie
Kleine leeuwentand is een tweejarige, kruidachtige plant. De plant bereikt een hoogte van 5–25 cm en bloeit van juni tot en met november.

### Gelijkende taxa
Kleine leeuwentand wordt nogal eens verward met ruige leeuwentand, die boven de grote rivieren echter niet of nauwelijks voorkomt. Een duidelijk verschil is de donkere rand in de vorm van een gotisch raam op de buitenkant van de kale omwindselblaadjes van het hoofdje bij kleine leeuwentand.

## Ecologie
Kleine leeuwentand groeit op open plekken op vochtige tot droge, mesotrofe grond

### Syntaxonomie
In de syntaxonomie staat kleine leeuwentand te boek als kensoort voor de klasse van droge graslanden op zandgrond (Koelerio-Corynephoretea), een groep van plantengemeenschappen van droge graslanden op voedselarme zandgronden.

## Verspreiding
Het natuurlijke verspreidingsgebied van kleine leeuwentand strekt zich uit over het grootste deel van Europa, met zuidelijke uitstralingen naar Marokko. In Nederland is zij een algemene soort. Sommige delen van Flevoland heeft ze echter nog niet bereikt. Ook in grote delen van Groningen en Drenthe is ze minder algemeen. Voor de periode voor 1950 geldt dat kleine leeuwentand bekend is uit 979 atlasblokken, in 1950–1980 uit 1003 atlasblokken en na 1980 uit 1352 atlasblokken, zodat kan worden gesproken van vooruitgang. Die vooruitgang is vooral te danken aan een toename in het noordoosten van het land. 